# Cashback
Cashback é o título de um longa-metragem britânico de 2006 dirigido por Sean Ellis. O conteúdo do filme já foi implementado em 2004 como um curta-metragem com os mesmos atores e membros da equipe. O produtor é Lene Bausager nos dois casos, os principais papéis são interpretados por Sean Biggerstaff e Emilia Fox.

## Sinopse
O estudante de arte Ben arranjou um jeito diferente de lidar com o tédio do seu trabalho no mercado: ele adquiriu a habilidade de parar o tempo. Esse talento o ajuda a esquecer sua ex-namorada, mas também pode fazê-lo perder novas oportunidades.